# 革蜱属
革蜱属（学名：Dermacentor）是真蜱目硬蜱科下的一个属。 

## 物种
此屬下含四十余种，包括：
- 阿坝革蜱（英语：Dermacentor abaensis） Dermacentor abaensis
- 安氏革蜱（英语：Dermacentor andersoni） Dermacentor andersoni
- 金泽革蜱 Dermacentor auratus
- 钟形革蜱（英语：Dermacentor bellulus） Dermacentor bellulus
- 结实革蜱（英语：Dermacentor compactus） Dermacentor compactus
- 西藏革蜱（英语：Dermacentor everestianus） Dermacentor everestianus
- 边缘革蜱（英语：Dermacentor marginatus） Dermacentor marginatus
- 高山革蜱（英语：Dermacentor montanus） Dermacentor montanus
- 银盾革蜱（英语：Dermacentor niveus） Dermacentor niveus
- 草原革蜱（英语：Dermacentor nuttalli） Dermacentor nuttalli Olenev, 1929
- 巴氏革蜱（英语：Dermacentor pavlovskyi） Dermacentor pavlovskyi Olenev, 1927，胫距革蜱
- 拉斯金革蜱（英语：Dermacentor raskemensis） Dermacentor raskemensis
- 网纹革蜱 Dermacentor reticulatus Fabricius, 1794
- 森林革蜱（英语：Dermacentor silvarum） Dermacentor silvarum Olenev, 1931
- 中华革蜱（英语：Dermacentor sinicus） Dermacentor sinicus Schulze, 1931
- 斯坦因革蜱（英语：Dermacentor steini） Dermacentor steini
- 台湾革蜱（英语：Dermacentor taiwanensis） Dermacentor taiwanensis
- 变异革蜱 Dermacentor variabilis